# حق عبور

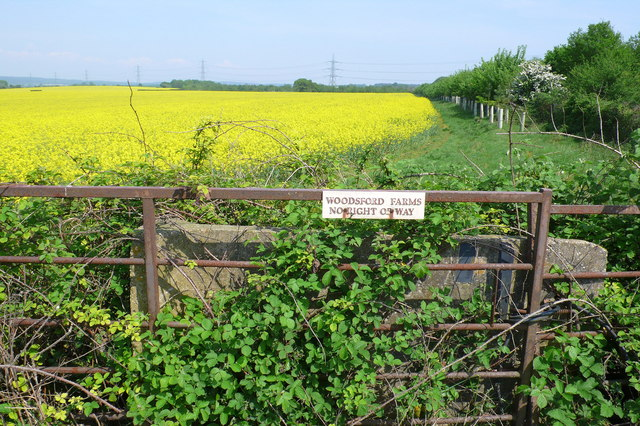
علامت عدم حق عبور در دورست انگلستان

حق عبور (به انگلیسی: right of way)، «یک حق قانونی است برای عبور از مسیر مشخص که مربوط به زمین یا ملکیت شخص دیگری باشد، این حق بر اساس استفاده یا واگذاری لازم می‌گردد» یعنی «یک مسیر یا گذرگاهی که چنین حقی برایش لازم شود». حق مشابه دیگری نیز وجود دارد که از طرف دولت روی زمین‌های عامه، دولتی یا زمین‌های مربوط به دولت‌های مشترک المنافع وضع شده و از آن بنام حق دسترسی یاد می‌شود. در صورتی که زمین یک شخص از چهارسو توسط زمین‌های اشخاص دیگری احاطه شده باشد، به منظور ایجاد حق عبور از میان زمین‌های اطراف، لازم می‌گردد تا حق ارتفاقی وجود داشته یا ایجاد گردد.
این مقاله بر روی دسترسی پیاده، با دوچرخه، با اسب یا در امتداد مسیر آبی متمرکز است. از سوی دیگر، حق عبور (حمل و نقلی) روی حق استفاده از زمین برای شاهراه‌ها، خط ریل و خطوط لوله‌کشی تمرکز دارد.
پاراه حق عبوری است که به صورت قانونی برای استفاده در پیاده‌روها درنظر گرفته می‌شود. اسب‌راه، حق عبوری است که به صورت قانونی برای استفاده پیاده‌ها، دوچرخه سوارها و سوارکاران درنظر گرفته شده است اما برای استفاده وسایط موتوری نمی‌باشد. در بعضی از کشورها، خصوصاً در اروپای شمالی که آزادی گردش‌گری به صورت تاریخی شکل حقوق کلی عمومی را بخود گرفته است، حق عبور نمی‌تواند به مسیرها یا راه‌های مشخص محدود گردد.

## تعریف جایگزین
تعریف دیگر حق عبور، عمدتاً در حمل و نقل آمریکایی، نوعی حق ارتفاقی است که روی یک زمین به منظور اهداف انتقالی همچون بزرگراه، پاراه عامه، خط ریل، کانال، شامل خطوط انتقال برق، خطوط لوله‌کشی نفت و گاز، واگذار شده یا نگهداشته شده است.
این اصطلاح همچنین اولویت جریان ترافیکی را نیز نشان می‌دهد: «حق قانونی پیاده‌رو، وسایط و کشتی تا در یک وضعیت یا مکان مشخص بر اساس حق تقدم از یکدیگر عبور کنند». در آداب پیاده‌گردی، هنگامی که دو گروه پیاده در یک زمین سراشیب با هم مواجه می‌شوند، در بعضی جاها رسم براین است که گروهی که به سمت بالا می‌رود حق تقدم دارد.

## در سطح جهانی

### نیوزیلند
دسترسی عامه به صورت گسترده، بشمول مسیرهای آبی و سواحل در زیلاند جدید وجود دارد اما «اغلب چند پاره بوده و یافتن موقعیت آن دشواراست».

### جمهوری ایرلند
در جمهوری ایرلند، حق عبور پیاده‌رو به کلیسا، که بنام «مسیرهای جمعی» شناخته می‌شود، از قرن‌ها بدین‌سو وجود داشته است. برای سایر موارد، قانون مدرن شفافیت ندارد؛ از سوی دیگر حقوق ارتفاقی در قوانین عصر ویکتوریا، از حقوق مالکین زمین حمایت می‌کند که در قانون اساسی ۱۹۳۷ میلادی توضیح داده شده است و تصریح می‌کند که حق عبور باید مخصوصاً وقف استفاده عامه باشد. برخلاف آنهایکه ادعای حق عبور کلی را دارند به موقف ضد زمین‌داران برمی‌گردند که از جنگ بر سر زمین بین سال‌های ۱۸۸۰ تا ختم حکمروایی بریتانیا در سال ۱۹۲۲ میلادی ادامه داشت. حق عبور می‌تواند توسط مالکیت مخالف ادعا شود، اما اثبات استفاده مداوم می‌تواند دشوار باشد. قضیه که در سال ۲۰۱۰ میلادی در رابطه با ادعاها بر املاک مهمان‌خانه لیسادل (Lissadell House) شنیده شد بر اساس قوانین قدیمی بوده است که بعداً توسط «قانون اصلاح قوانین اراضی و انتقالات، ۲۰۰۹،» اصلاح گردید.
قانون ۲۰۰۹، دکترین «گرنت مدرن از دست رفته» را منسوخ کرده به استفاده‌کننده اجازه می‌دهد تا پس از ۱۲ سال استفاده از زمین خصوصی که در مالکیت شخص دیگری است، ۳۰ سال استفاده از زمین دولتی و ۶۰ سال استفاده از سواحل دریا، ادعای حق عبوری کند. مدعی باید به دادگاه درخواست بدهد و تأییدیه ادعایش را از طریق حکم دادگاه به دست آورد. بعد از آن می‌تواند آن را طی یک فرایند طویل در قباله ثبت کند. استفاده‌کننده باید ثابت کند «که بدون اعمال فشار، بدون اختفا و بدون اجازه شفاهی یا کتبی [....] مالک زمین» از زمین بهره برده است. راهکاری که بیان مجدد اصول «نه با زور، نه مخفیانه، نه مشکوکانه» با چندین قرن سابقه است. حکم دادگاه در مورد اعطای حق عبور فردی بوده و تا اخیر عمر درخواست دهنده قابل تطبیق می‌باشد، این حکم نمی‌تواند به ارث گذاشته شده یا به شخص دیگری واگذار گردد.

### بریتانیا

#### انگلستان و ولز

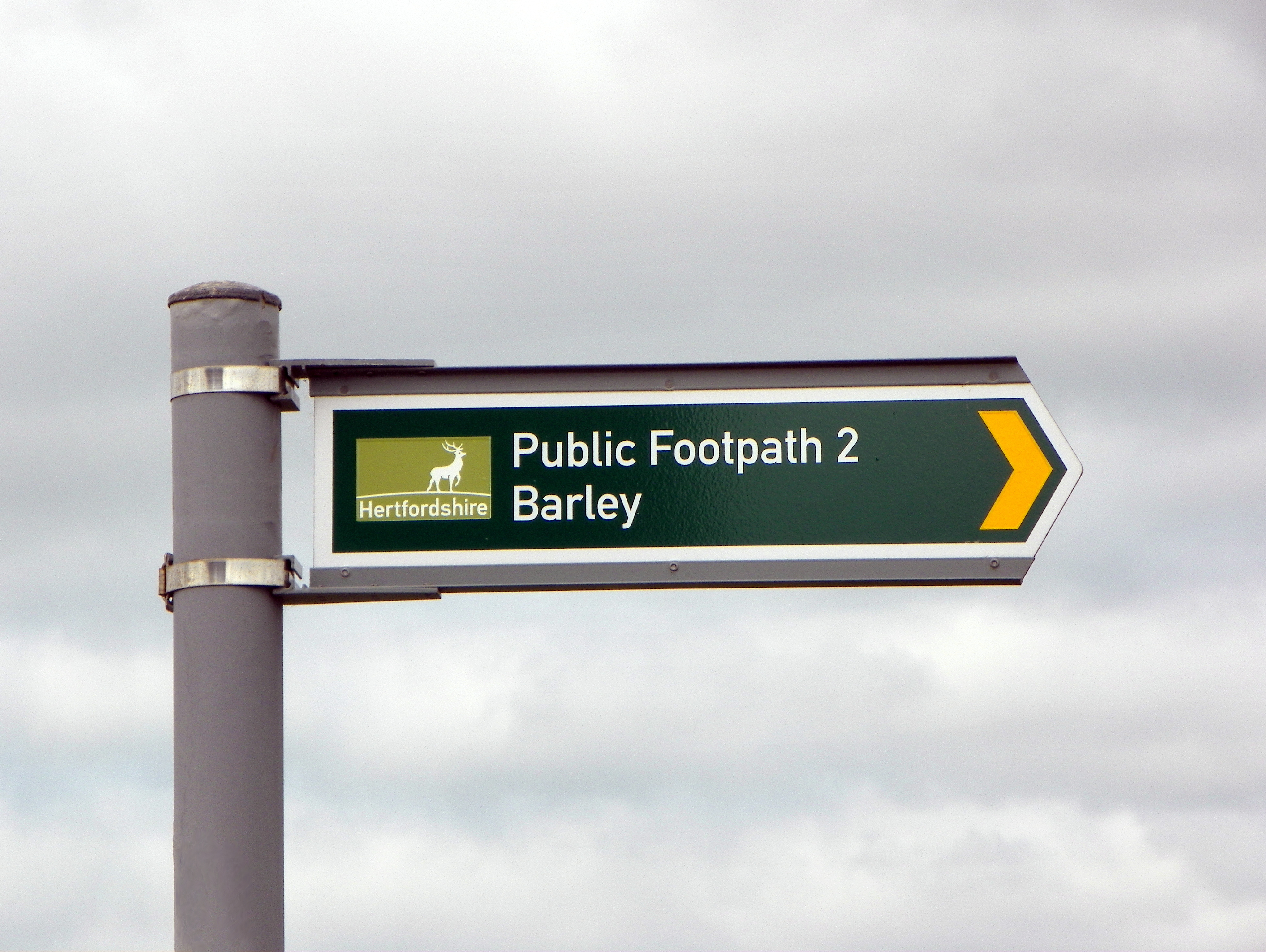
دسترسی عمومی هرتفوردشایر

در انگلستان و ولز، به استثنای ۱۲ شهرک داخلی لندن و سیتی لندن، حق عبور عمومی مسیرهای اند که مردم عام حق قانونی و محافظت شده دارند تا در آن‌ها عبور و مرور نمایند. فرق قانون انگلستان و ولز از قانون اسکاتلند در این است که حق عبور تنها در جاهایی وجود دارد که به صورت واضح مشخص شده باشد (یا هم اگر نشده باشد می‌تواند مشخص شود) در حالی که در سکاتلند هر مسیری که با شرایط مشخص شده سازگاری داشته باشد به عنوان حق عبور شناخته می‌شود، بر علاوه یک درک کلی وجود دارد که هرکس می‌تواند به اطراف و اکناف کشور دسترسی داشته باشد. حق عبورهای خصوصی یا حق ارفتراق نیز موجود است.
پاراه، اسب‌راه و سایر حق عبورها در بیشتر انگلستان و ولز در نقشه‌های قطعی نشان داده‌اند. نقشه قطعی حق عبورهای عامه در انگلستان و ولز را در خود دارند. بر اساس قانون این نقشه‌ها نشان می‌دهند که حق عبورها در کجا واقع شده‌اند. اداره شاهراه (معمولاً شورای محل، یا اداره واحد در ساحات که دارای یک سیستم هستند) الزامیت قانونی دارند تا نقشه قطعی داشته باشند، در حالی که در پارک‌های ملی، اداره پارک ملی معمولاً نقشه را با خود دارد.

##### لندن
«نقشه‌های قطعی» دارای حق عبورها، در نتیجه «قانون روستاها و حق عبور ۲۰۰۰» به استثنای ۱۲ شهرک داخلی لندن و سیتی لندن که شامل قانون یادشده نمی‌باشند، برای تمام انگلستان و ولز جمع‌آوری شده‌اند.
برای حفاظت از حق عبورهای موجود در لندن، اتحادیه گردشگران رامبلرز در سال ۲۰۱۰ میلادی، فعالیت «قرار دادن لندن بر روی نقشه» را به هدف «حفاظت قانونی مسیرهای پایتخت که برای گردشگری مورد استفاده قرار می‌گیرند، مانند سایر جاهای انگلستان و ولز» راه‌اندازی کردند. فعلاً قوانین اجازه می‌دهند تا شهرک‌های داخلی لندن نقشه‌های قطعی خود را داشته باشند، اما تا به حال هیچ‌یک اقدامی نکرده‌اند.
رویداد راه‌اندازی «قرار دادن لندن روی نقشه» در کتابخانه بریتانیا اتفاق افتاد و از آن به بعد «ناحیه داخلی لندنِ رامبلرز یکجا با کارمندان دفتر مرکزی رامبلرز مشترکاً کار می‌کنند تا هر یک از شهرک‌های داخلی لندن را ترغیب کنند که نقشه‌های قطعی حق عبورهای خود را بسازند».
در سال ۲۰۱۱ میلادی، شورای لمبث یک قطعنامه را تأیید کرد تا در راستای ایجاد یک نقشه قطعی برای شهرک شان کار صورت گیرد، اما تا حالا چنین اتفاقی نی‌فتاده است. سیتی لندن یک «نقشه دسترسی عامه» ساخته است. نقشه‌های قطعی برای شهرک‌های خارج از لندن نیز وجود دارند.

##### مسیرهای مجاز
برخی از زمین‌داران بدون تخصیص دادن حق عبور، به همه اجازه می‌دهند تا به زمین‌شان دسترسی داشته باشند. این راه‌ها، هرچند ممکن است دارای محدودیت‌های باشند، اغلب به صورت فیزیکی از حق عبورهای عامه تفکیک نمی‌شوند. این مسیرها اکثراً سالی یکبار بسته می‌شوند تا قانون نتواند آن را به عنوان یک حق عبور دائمی قلمداد کند.

#### اسکاتلند
در اسکاتلند، حق عبور راهی است که مردم عامه حد اقل به مدت ۲۰ سال توانسته‌اند بدون ممانعت از آن عبور کنند. راه یاد شده باید دو «محل عامه» مانند قریه جات، کلیساها و سرک‌ها را با هم وصل کند. برخلاف انگلستان و ولز، ادارات محلی سکاتلند در جهت مشخص کردن حق عبور هیچ مکلفیتی ندارند. این در حالی است که مسیرهای خیریه سکاتلند، که در ۱۸۴۵ برای حفاظت از حق عبور ساخته شده است، مسیرها را ثبت و علامت‌گذاری نموده است.

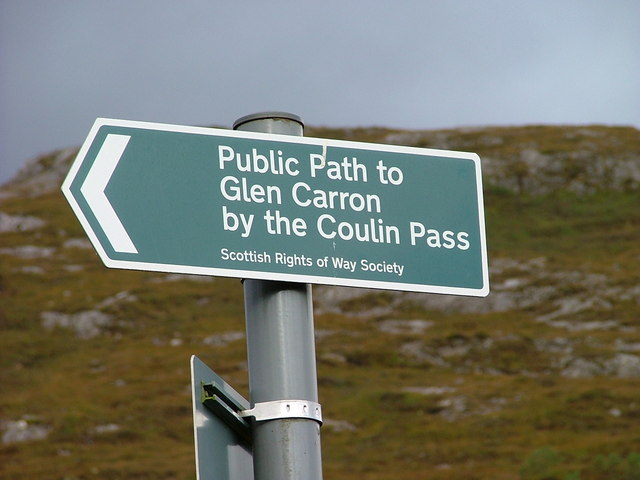
علامت اسکاتویز برای یک «مسیر عمومی»

«قانون اصلاحات اراضی (اسکاتلند) ۲۰۰۳» راه‌های دسترسی سنتی و بدون وسایط موتوردار به زمین و آب را در قانون قید کرده است. در قانون ۲۰۰۳، «میراث طبیعی اسکاتلند» با زبان ساده حقوق را توضیح داده که بنام «کد دسترسی به راه‌های اسکاتلند» یاد می‌شود. رده‌بندی‌های خاصی از اراضی همچون خطوط ریل، میدان‌های هوایی و باغ‌های خصوصی از این فرضیه دسترسی باز، مستثنی هستند.
بخش چهارم کد دسترسی توضیح می‌دهد که مدیران اراضی به منظور انجام فعالیت‌های مدیریتی چگونه اجازه دارند از مردم عامه بخواهند برای زمان محدود به جاهای خاص داخل نشوند، اما محدودیت‌های درازمدت باید از سوی مقامات محلی تأیید گردد. صلاحیت محدود سازی مؤقت دسترسی عامه معمولاً توسط مسؤلین شکار، جنگل‌داری یا مزرعه‌های بادی، بدون اطلاعیه انجام می‌شود، اما این صلاحیت در حق عبورهای عامه مرعی‌الاجرا نیست. در اسکاتلند مردم عامه در حق عبورها بیشتر از اراضی باز آزادی دارند. مسدود کردن حق عبور در سکاتلند بر اساس قانون شاهراه‌ها، درست مانند انگلستان و ولز، یک عمل جرمی است اما نبود نقشه‌های حق عبور برای مردم عامه، انفاذ این قانون را در سکاتلند دشوار ساخته است.
در حالی که در انگلستان و ولز، ادارات شاهراه مؤظف اند تا نقشه‌های حق عبور قانونی را حفظ کنند، در اسکاتلند راهکار تقنینی متفاوتی وجود دارد و ریکارد قانونی حق عبور موجود نیست. اما یک «کاتلوگ ملی حق عبور» (CROW) موجود است که توسط «جامعه حق عبور و دسترسی اسکاتلند» (اسکاتویز) در مشارکت با میراث ملی سکاتلند و کمک ادارات محلی جمع‌آوری شده است. در CROW سه دسته حق عبور وجود دارد:
- اثبات شده:[ض] مسیرهایی که بر اساس برخی از فرایندهای قانونی به عنوان حق عبور اعلام گردیده‌اند.
- ادعا شدهٔ قطعی:[ط] مسیرهایی که توسط مالکان زمین به عنوان حق عبور پذیرفته شده‌اند، یا جاهایی که ادارات محلی آماده اند تا برای محافظت از آنها اقدامات قانونی را دست بگیرند.
- ادعا شده:[ظ] سایر مسیرهای حق عبور که نه تأیید شده‌اند، نه حمایت شده بلکه تابع شرایط عمومی بوده و تاکنون مورد چالش قانونی قرار نگرفته‌اند.[۱۹]

#### ایرلند شمالی
ایرلند شمالی تعداد اندک حق عبورهای عامه دارد و دسترسی به زمین در ایرلند شمالی نسبت به دیگر قسمت‌های پادشاهی انگلستان محدودتر است، بنابراین در بیشتر جاها گردشگران بنابر حسن نیت و شکیبایی مالکان زمین، تنها از حومه شهر لذت می‌برند. از تمام زمین‌داران که اطراف زمین آن‌ها محل پیاده‌گردی‌است اجازه گرفته شده است. بیشتر زمین‌های دولتی همچون زمین‌های خدمات آبی و جنگل‌داری در ایرلند شمالی قابل دسترس است زیرا مالکیت این زمین‌ها مربوط به مؤسسه‌هایی مثل نشنال تراست و «اتحادیه جناگل» شده و توسط آن‌ها مدیریت می‌شوند.
سیستم حقوقی ایرلند شمالی شامل مفاهیمی مرتبط با مالکیت زمین و حق عبور عامه مشابه با انگلستانانگلستان است اما ساختار دادگاه سیستم قضایی و قوانین مشخص دسترسی خودش را دارد.

### ایالات متحده
در ایالات متحده، حق عبور معمولاً به شکل حق ارتفاق ساخته می‌شود. حق ارتفاق می‌تواند یک حق ارتفاق فرعی باشد که به زمین هم‌جوارش مفید است. یک حق ارتفاق کامل که نفع اش به فرد یا نهاد دیگر می‌رسد نه به زمین. همچنین برای انواع حق ارتفاق اعطا شده یا حفظ شده در زمین به منظور اهداف حمل و نقلی، «سایر تعاریف» را در بالا ببینید.

## حق گردشگری

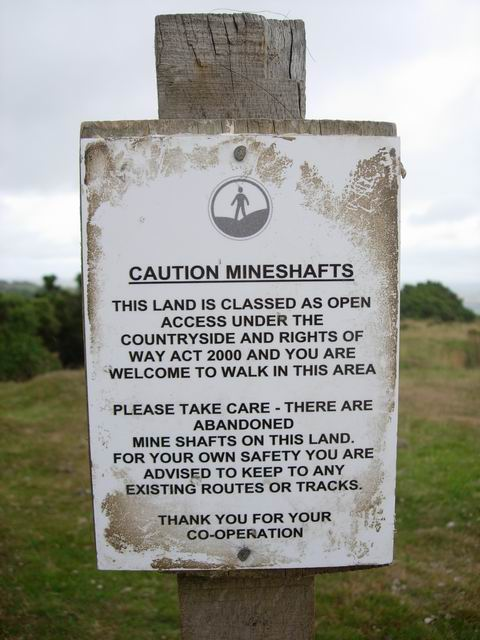
علامت روی بودمین مور در کورن‌وال نگلستان، در آن به «قانون حومه شهری و حقوق راه» اشاره شده و چیزی در مورد باز بودن دسترسی زمین گفته نشده.

آزادی گردشگری، حق کلی مردم عام است تا به منظور سیاحت و تمرین به زمین‌های خاص دولتی یا خصوصی دسترسی داشته باشند. دسترسی به تمام زمین‌های باز و مسیرهای عبوری جواز دارد.
در انگلستان و ولز حقوق دسترسی عامه در کتگوری‌های مشخص زمین‌های که معمولاً کشت ناشده هستند. مخصوصاً «کوه‌ها، زمین‌های بایر، بته زار، زمین‌های عامه راجستر شده» قابل اعمال است. زمین‌های توسعه داده شده، باغ‌ها و سایر ساحات مشخص از این حق دسترسی مستثنی هستند. زمین‌های زراعتی تنها در صورتی قابل دسترس هستند که شامل یکی از کتگوری‌های توضیح داده شده بالا باشند («قانون روستاها و حق عبور ۲۰۰۰» را ببینید). اکثر جنگلات عامه بر اساس وقف رضاکارانه «کمیسیون جنگل‌داری» دارای حق دسترسی مشابه می‌باشد. افرادی که از حق دسترسی بهره‌مند می‌شوند وظیفه دارند تا به حقوق دیگران نیز احترام گذاشته و از طبیعت محافظت نمایند.
در اسکاتلند و کشورهای نوردیک همچون فنلاند، ایسلند، نروژ و سوئد شامل کشورهای بالتیک همچون استونی، لتونی و لیتوانی، آزادی گردشگری می‌تواند شکل حقوق کلی عامه را بخود گرفته و گاهی در قانون مسجل می‌شوند. حق دسترسی در قسمت‌های اروپای شمالی از قدیم رایج بوده و از آنجایی که یک حق بسیار ابتدایی پنداشته می‌شد تا زمان‌های مدرن در قوانین گنجانیده نشده بود. این حق معمولاً شامل دسترسی به جهیل‌ها و دریاها بنابر این شامل فعالیت‌های مثل آببازی، ورزش با کانو، قایق‌رانی و کشتی‌رانی نیز می‌شود. «قانون اصلاحات اراضی (اسکاتلند) ۲۰۰۳» ، به همه حق قانونی دسترسی به بیشتر آب‌های سکاتلند را می‌دهد (به استثنای وسایط موتوردار) مشروط بر این که به حقوق دیگران احترام گذارده شود.
«کمپین دسترسی به رودخانه‌ها» ، به نمایندگی از تمام مردم توسط «اتحادیه قایق‌رانی بریتانیا»‏ (BCU) روی دست گرفته شده است تا آب‌های داخلی انگلستان و ولز باز گذاشته شوند. براساس قانون فعلی پادشاهی انگلستان، دسترسی مردم عامه به رودخانه‌ها ممنوع بوده و تنها ۲٪ تمام رودها در انگلستان و ولز دارای حقوق دسترسی عامه هستند. BCU از این کمپین نه‌تنها برای آگاهی دهی استفاده می‌کند بلکه تلاش می‌کند تا تغییراتی را در قانون نیز بیاورد.
بیشتر کشورهای گرم سیر مانند ماداگاسکار دارای سیاست‌های تاریخی دسترسی باز به جنگل‌ها و نواحی حیات وحش هستند.

## زمین‌های عامه
در کشورهایی که تحت استعمار بوده‌اند، برخی از زمین‌هایی که از زمان‌های دور به عنوان زمین‌های عامه یا دولتی شناخته شده‌اند در حقیقت سرزمین مردم بومی‌اند.

### زمین‌های دولتی مشترک المنافع در کانادا
بیشتر اراضی کانادا، «زمین‌های دولتی» بوده و تحت مالکیت استان‌ها هستند. بخشی از آن به منظور فعالیت‌های تجاری همچون جنگل‌داری یا فاکتور برای وام یا معدن‌کاری اجاره داده شده‌اند، اما در قسمت بیشتر زمین‌ها دسترسی آزاد به منظور فعالیت‌های سرگرمی‌مانند. پیاده‌روی، دوچرخه سواری، قایق‌رانی، اسکی، اسب سواری، شکار و ماهی‌گیری با مجوز وغیره، وجود دارد. در عین حال دسترسی می‌تواند به دلایل مختلف ممنوع یا محدود شود (مثلاً برای حفاظت از ایمنی مردم یا منابع به شمول محافظت از نباتات و حیوانات وحشی). در قلمروهای کانادا، زمین دولتی توسط دولت فدرال کانادا مدیریت می‌شود. پارک‌های ملی کانادا از زمین‌های دولتی ساخته شده و آنها نیز توسط دولت فدرال اداره می‌شوند. همچنین پارک‌های استانی و ذخایر طبیعی شده نیز به شکل مشابه ایجاد شده‌اند. زمانی که کانادا مستعمره بریتانیا بود، بر اساس معاهداتی که امضا شده و بریتانیا ادعای مالکیت برخی از زمین‌های دولتی کانادا را دارد، مردم بومی کانادا ممکن است دارای حقوق مشخصی روی زمین‌های دولتی کانادا باشند.

### زمین‌های دولتی مشترک المنافع در استرالیا
بیشتر زمین‌های استرالیا زمین‌های دولتی بوده که توسط ایالات استرالیایی اداره می‌شوند. بیشتر زمین‌ها شامل اجاره روستایی، زمین‌های تحت مالکیت و استفاده مردم بومی (مانند زمین‌های APY) و زمین‌های دولتی «تخصیص نیافته» هستند. دسترسی به درسته اخیر معمولاً به منظور سرگرمی مجاز است، با این تفاوت که وسایط موتوری ملزم اند تا جاده‌ها را دنبال کنند.

### زمین عامه در ایالات متحده
بیشتر زمین‌های ایالات و تحت اداره فدرال به منظور استفاده تفریحی باز هستند. فرصت‌های تفریحی مربوط به ادارات مدیریت کننده، این ادارات فضاهای باز و وسیع زمین‌های توسعه نیافهت اداره مدیریت اراضی که برای همه آزاد می‌باشند تا پارک‌های ملی و پارک‌های ایالتی بسیار ارتقاء یافته و کنترل شده ایالات متحده را مدیریت می‌کنند. حیات وحش مهاجر و نواحی مدیریت حیات وحش ایالتی، که اساساً به منظور ارتقاء زیستگاه مدیریت می‌شوند. به استثنای نواحی بسته که برای حفاظت از نسل‌گیری و لانه سازی یا کاهش فشار روی حیوانات زمستانی اختصاص یافته‌اند. معمولاً برای تماشای حیات وحش، پیاده‌روی و شکار باز هستند. جنگلات ملی معمولاً دارای مسیرها و سرک‌های مراقبت شده، قسمت‌های وحشی و توسعه نیافته و نواحی توسعه یافته برای تفریح و کمپ می‌باشند.

## آب

### کمربند ساحلی
حق عبور عامه پیوسته در کمربند ساحلی موجود است. در مباحثات قانونی ساحل را به نام نواحی ریگی نیز می‌نامند.
برای سواحل خصوصی در ایالات متحده آمریکا، برخی از ایالات مانند ماساچوست از نشان پایین آبی برای تقسیم کردن خطوط میان املاک ایالت و مالک ساحل استفاده می‌کنند. دیگر ایالات همچون کالیفرنیا از نشان بالایی آبی استفاده می‌نمایند.
در پادشاهی بریتانیا، سواحل معمولاً مربوط به خانواده سلطنتی در نظر گرفته می‌شود، هرچند استثنائات قابل ملاحظه‌ای نیز وجود دارد، خصوصاً زمین‌هایی که از آن‌ها بنام «ماهی‌گیری چندگانه» یاد می‌شوند، دارای قباله‌های تاریخی هستند که از زمان پادشاه جان یا پیش از وی قانون اودال که به صورت عموم در اورکنی و شتلند قابل تطبیق باقی‌مانده است. با وجودی که در بقیه بریتانیا مالکیت زمین تنها مربوط به نشان بالایی آب می‌شود و دولت مالک قسمت پایین نشان آب است، در اورکنی و شتلند، این خط تا پایین‌ترین جزر موج بهاری امتداد دارد. در اینجا سواحل مربوط به دولت شده و مردم عامه تا قسمت خط پایینی مد دسترسی دارند.
در یونان بر اساس L. 2971/01، زون ساحلی به نواحی از ساحل گفته می‌شود که بلندترین موج با حداکثر ظرفیت (حد اکثر اینجا به معنی بزرگ‌ترین امواج زمستانی است نه حالات استثنائی مانند سونامی و غیره) به آن قسمت ساحل می‌تواند برسد (حداکثر پیش آمدن موج در ساحل). منطقهٔ ساحلی، مجزا از استثنائ‌هایی که در قانون وجود دارد، عام است و ساخت و ساز دائمی در آن جواز ندارد.
در رابطه با قسمت‌های خشک ریگی ساحل، منازعات حقوقی و سیاسی می‌تواند در مورد مالکیت و استفاده عامه سواحل وجود داشته باشد. یک‌نمونه جدید آن سواحل نیوزیلند و منازعات بستر دریا، شامل زمین‌هایی است که مردم ماؤری روی آن ادعای مالکیت دارند. این در حالی است که «قانون دریایی و نواحی ساحلی (تاکوتای موانا) ۲۰۱۱» دسترسی آزاد عموم مردم را تضمین می‌کند.

### رودخانه‌ها
«کمپین دسترسی به رودخانه‌ها» به نمایندگی از تمام مردم توسط «اتحادیه قایق‌رانی بریتانیا»‏ (BCU) روی دست گرفته شده است تا آب‌های داخلی انگلستان و ولز باز گذاشته شوند. بر اساس قانون فعلی انگلستان و ولز، دسترسی مردم عامه به دریاها ممنوع بوده و تنها ۲٪ تمام دریاها در انگلستان و ولز دارای حقوق دسترسی عامه هستند.